# Kraftwerk Niederaußem
Das Kraftwerk Niederaußem ist ein von der RWE Power mit Braunkohle betriebenes Grundlastkraftwerk in Bergheim-Niederaußem (Rhein-Erft-Kreis). Es besteht aus neun Blöcken, die zwischen 1963 und 2003 gebaut wurden. Davon befinden sich noch drei Blöcke im Regelbetrieb. Die übrigen Blöcke wurden vollständig stillgelegt.
Mit einer Gesamtleistung von 2.220 MW netto ist es seit 31. März 2024 nach Boxberg das zweitgrößte Kraftwerk Deutschlands. Mit einem CO2-Ausstoß von 16,1 Mio. Tonnen verursachte das Kraftwerk im Jahr 2021 zugleich die dritthöchsten Treibhausgasemissionen aller europäischen Kraftwerke.
Zum Kraftwerk gehört der mit 200 Metern zweithöchste Kühlturm der Welt. Der Kühlwasserausfluss des Kraftwerks bildet die heutige Quelle des Gillbachs, dessen ursprüngliches Quellgebiet, der Bethlehemer Wald, durch die Tagebaue Bergheim und Fortuna-Garsdorf zwischen den 1950er und 1980er Jahren abgebaggert wurde.

## Aufbau und technische Daten
Seit Einführung der Rauchgasreinigung werden die Abgase der Blöcke A–C über je zwei 198 Meter hohe Schornsteine und die Abgase der Blöcke D–H über die entsprechenden Kühltürme ins Freie geleitet.
| Block | A                           | B                           | C                           | D                                 | E                                 | F                                 | G                                    | H                                    | K – BoA 1                                |
| --- | --------------------------- | --------------------------- | --------------------------- | --------------------------------- | --------------------------------- | --------------------------------- | ------------------------------------ | ------------------------------------ | ---------------------------------------- |
| Nettoleistung | 125 MWel                    | 125 MWel                    | 295 MWel (2 Kessel)         | 297 MWel                          | 295 MWel                          | 299 MWel                          | 628 MWel                             | 648 MWel                             | 944 MWel                                 |
| Inbetriebnahme | 1963                        | 1963                        | 1965                        | 1968                              | 1970                              | 1971                              | 1974                                 | 1974                                 | 2003                                     |
| Sicherheitsbereitschaft / Versorgungsreserve | -                           | -                           | -                           | -                                 | 1. Oktober 2018                   | 1. Oktober 2018                   | -                                    | -                                    | -                                        |
| Stilllegung | 2012                        | 2012                        | 31. Dezember 2021           | 31. Dezember 2021                 | 31. März 2024                     | 31. März 2024                     | 31. Dezember 2029 (1 fix, 1 geplant) | 31. Dezember 2029 (1 fix, 1 geplant) | 31. März 2030 (geplant)                  |
| Wirkungsgrad (elektrisch) | 31 %                        | 31 %                        | 31 %                        | 32–34 %                           | 32–34 %                           | 32–34 %                           | 37 %                                 | 37 %                                 | 43,2 % / 44,2 % (bei 25 % TBK)           |
| spez. Kohleverbrauch | 1,3 kg/kWh                  | 1,3 kg/kWh                  | 1,3 kg/kWh                  | 1,2 kg/kWh                        | 1,2 kg/kWh                        | 1,2 kg/kWh                        | 1,1 kg/kWh                           | 1,1 kg/kWh                           | 0,9 kg/kWh / 0,865 kg/kWh (bei 25 % TBK) |
| Kamin (Höhe) | 1 × 100 m                   | 1 × 100 m                   | 1 × 100 m                   | 3 × 130 m                         | 3 × 130 m                         | 3 × 130 m                         | 2 × 160 m                            | 2 × 160 m                            | —                                        |
| Kühlturm | 6 × 40 m (Ventilatorkühler) | 6 × 40 m (Ventilatorkühler) | 6 × 40 m (Ventilatorkühler) | 3 × 106 m (Naturzug-Nasskühlturm) | 3 × 106 m (Naturzug-Nasskühlturm) | 3 × 106 m (Naturzug-Nasskühlturm) | 2 × 128 m (Naturzug-Nasskühlturm)    | 2 × 128 m (Naturzug-Nasskühlturm)    | 200 m (Naturzug-Nasskühlturm)            |
| Erläuterungen: BoA: Braunkohlekraftwerk mit optimierter Anlagentechnik, TBK: Trockenbraunkohlefeuerung (Versuchsanlage mit Wirbelschichttrocknung an BoA 1) |                             |                             |                             |                                   |                                   |                                   |                                      |                                      |                                          |

Der Netzanschluss erfolgt in das Stromnetz des Übertragungsnetzbetreibers Amprion. Für die Blöcke A bis D erfolgt der Netzanschluss über die Schaltanlage Brauweiler und für die Blöcke E und F über die Schaltanlage Opladen in das 220-kV-Höchstspannungsnetz. Für die Blöcke G, H und K erfolgt der Netzanschluss über die Schaltanlage Rommerskirchen in das 380-kV-Höchstspannungsnetz.

## Geschichte und Aufbau des Kraftwerks

### Blöcke A – B
Im Herbst 1960 begannen zwischen Niederaußem und Auenheim die Bauarbeiten für die Blöcke A und B (150 MW) des heutigen Kraftwerks Niederaußem, das als Werk Fortuna IV die früheren Kraftwerke Fortuna I bis III, die „auf der Kohle saßen“, ersetzen sollte. Der Standort wurde wegen der Möglichkeit einer Erweiterung ausgewählt. Die Versorgung mit Braunkohle wird über eigene Bahnlinien (Nord-Süd-Bahn) gewährleistet.
Die Blöcke A und B wurden Ende 2012 stillgelegt.

### Blöcke C – H
Noch bevor die Blöcke A und B 1963 den ersten Strom produzierten, begannen die Bauarbeiten für den ersten 300-Megawatt-Kraftwerksblock Standort Niederaußem. Der Block ging im Sommer 1965 bei großem Interesse der Öffentlichkeit als modernster seiner Art ans Netz. Zwischen 1968 und 1971 entstanden drei weitere Kraftwerksanlagen mit verbesserter Technik.
1974 gingen zwei weitere Blöcke mit jeweils 600 MW ans Netz. Insgesamt wurde damals am Standort Niederaußem mit einer Leistung von 2.700 Megawatt Strom produziert. Durch Verbesserungsmaßnahmen konnte Mitte der 90er Jahre die Leistung noch einmal gesteigert werden.
Um die Grenzwerte der neuen Umweltschutzauflagen zu erreichen, begannen 1986 die Arbeiten für eine Rauchgasentschwefelungsanlage, die seit 1988 in Betrieb ist. Durch die weithin sichtbaren roten Rohre werden die Rauchgase in die Rauchgasentschwefelungsanlage geleitet. Dort werden sie mittels Sprühdüsen mit einer Kalk-Wasser-Suspension beaufschlagt. Der im Rauchgas gebundene Schwefel reagiert mit dem Kalk und fällt schließlich als Gips im Wäschersumpf aus. Erst die gereinigten und abgekühlten Abgase werden dann auf 75 Grad wieder aufgewärmt und entweder durch Schornsteine an die Umwelt abgegeben oder in den Kühlturm eingeleitet, was durch den enormen Sog eine feine Verteilung in der Abluft zur Folge hat. Der entstehende Gips wird neben dem Kraftwerk in Auenheim durch die Firma Pro Mineral weiterverarbeitet.
Der Ausstieg aus der Kohleverstromung in Deutschland verlangte die Abschaltung der Kraftwerksblöcke C, D, E und F. Die Blöcke E und F befinden sich seit dem 1. Oktober 2018 für jeweils vier Jahre nur noch für Versorgungsengpässe in der Sicherheitsbereitschaft. Danach sollten sie endgültig stillgelegt werden. Die Energiekrise seit 2021 machte die Aktivierung der Braunkohlereserve zum 1. Oktober 2022 erforderlich. Die beiden Blöcke wurden befristet bis zum 30. Juni 2023 aus der Sicherheitsbereitschaft in eine sogenannte Versorgungsreserve (§ 50d EnWG) überführt und konnten wieder am Strommarkt teilnehmen. Mit Verfügung zum 4. Oktober 2023 hat das Bundeskabinett die Verlängerung der Versorgungsreserve bis zum 31. März 2024 beschlossen.
Block D ist am 31. Dezember 2020 um 23:59 Uhr und Block C ist am 31. Dezember 2021 um 23:59 Uhr endgültig stillgelegt worden. Bereits am Abend des 18. Dezember 2020 wurde die reguläre Stromproduktion eingestellt. Block D hat in seiner gesamten Betriebszeit seit der Inbetriebnahme im Jahr 1968 etwa 115 TWh Strom erzeugt. Die Blöcke E und F wurden im Zuge des Kohleausstiegs am Ostersonntag 2024 (31. März) abgeschaltet.

#### Großbrand
Ein Zwischenfall im Kraftwerk Niederaußem ereignete sich am 9. Juni 2006. Um 1:15 Uhr fing die Bekohlungsanlage des in Revision befindlichen Blockes H Feuer. Das Feuer schlug auf zwei weitere Kraftwerksblöcke über. Später ergriffen die Flammen fast die gesamte Bekohlung des „alten Kraftwerks“. Eine große Rauchwolke stieg auf und zog viele Kilometer Richtung Nord-West.
Die Werkfeuerwehr selbst konnte den Brand nicht löschen, so wurde gegen 3 Uhr Großalarm ausgelöst und die Feuerwehren aus der Umgebung sowie Fahrzeuge der Werkfeuerwehr Bayer und Flughafenfeuerwehr Köln/Bonn alarmiert. Zeitweise waren etwa 300 Einsatzkräfte aus ganz Nordrhein-Westfalen im Einsatz. Durch die erst kurz vorher erneuerten Brandschutzvorkehrungen konnte eine weitere Feuerausbreitung verhindert werden, trotzdem ging der Sachschaden in den zweistelligen Millionenbereich.

### Block K („BoA“)
Mit dem Bau des Blocks K (RWE-Bezeichnung BoA = „Braunkohlekraftwerk mit optimierter Anlagentechnik“) am Kraftwerk Niederaußem entstand zwischen 1997 und 2002 der damals modernste Braunkohlenkraftwerksblock der Welt mit einer Wärmeleistung von 2.306 Megawatt, elektrischen Bruttoleistung von 1.027 Megawatt (950 MW netto) und einem elektrischen Wirkungsgrad von 43 %, der damit wesentlich höher als bei älteren Anlagen ist (im Bereich 31–35 %). RWE investierte in den Bau 1,2 Mrd. Euro. Die offizielle Indienststellung des neuen Blocks fand im Sommer 2002 statt. Im Beisein des damaligen NRW-Ministerpräsidenten Wolfgang Clement und des Bundeskanzlers Gerhard Schröder ging das neue Kraftwerk ans Netz.
Neben dem neuen Kraftwerksblock entstand der seinerzeit mit 200 Meter Höhe höchste Kühlturm der Welt, der zugleich auch als Kamin für diesen Block dient. Der 2012 im indischen Kalisindh errichtete 202 Meter hohe Kühlturm des Kraftwerks Kalisindh überragte den Kühlturm allerdings um zwei Meter und nahm ihm den Titel ab. Das Kesselhaus des Blocks K war mit 172 Metern Höhe bis zum Bau der Blöcke F und G in Neurath, deren Kesselhäuser es um einen Meter überragen, das höchste Industriegebäude Deutschlands.

### Braunkohletrocknungsanlagen
Zwischen Block H und Block K hat RWE Power 2001 eine neuartige Versuchsanlage zur Trocknung von Braunkohle errichtet, die aber heute nicht mehr in Betrieb ist. Hier wurde auf mechanischem Wege (mit einer hydraulischen Presse) und auf thermischem Wege (durch Erhitzen in einer Wirbelschicht) das Wasser aus der Braunkohle ausgetrieben.

### Pilotanlage zur CO2-Abscheidung
RWE betreibt am Standort eine Pilotanlage zur CO2-Abscheidung, die in Zusammenarbeit mit Linde und BASF entwickelt und errichtet wurde. Die Anlage wurde im August 2009 im Beisein des damaligen Bundeswirtschaftsministers Karl-Theodor zu Guttenberg und des NRW-Ministerpräsidenten Jürgen Rüttgers in Betrieb genommen. Die Anlage, die nach dem Grundprinzip der Aminwäsche funktioniert, trennt aus einem kleinen Teilstrom des Rauchgases aus dem Block K 90 % des Kohlendioxids ab. In der Versuchsanlage wurden verschiedene Waschflüssigkeiten getestet und weiterentwickelt. Das CO2 wird für Forschungsvorhaben genutzt.
Im Mai 2019 wurde im Rahmen des EU-Forschungsprojekts MefCO2 (Methanol-Treibstoff aus CO2, englisch Methanol fuel from CO2) eine Demonstrationsanlage am Kraftwerk mit einer täglichen Produktionskapazität von einer Tonne Methanol in Betrieb genommen.

### Eingestellte Erweiterungspläne: Block L („BoAplus“)
RWE prüfte den Bau von mindestens einem weiteren BoA-Block am Standort Niederaußem nördlich des bisherigen Betriebsgeländes. Die hierfür notwendige Änderung des Regionalplanes wurde im Oktober 2011 bei der Bezirksregierung Köln beantragt und im Juli 2013 vom Regionalrat der Bezirksregierung beschlossen. Im September 2012 beschloss der Stadtrat Bergheim, einen Bebauungsplan aufzustellen und den Flächennutzungsplan zu ändern.  Im November 2014 stimmte er dem Bebauungsplan Nr. 261/Na und der 125. Änderung des Flächennutzungsplans zu. Seit Juni 2015 bereitet RWE das immissionsschutzrechtliche Genehmigungsverfahren vor. Am 14. Juli 2016 hat das Unternehmen die dafür notwendigen Unterlagen bei der Bezirksregierung Köln eingereicht. Parallel dazu wurde am 22. Juli der Antrag zur Anpassung der wasserrechtlichen Erlaubnis des Kraftwerks eingereicht. Eine Bauentscheidung soll erst erfolgen, wenn alle Genehmigungen vorliegen und die Wirtschaftlichkeit des Kraftwerks gesichert ist.
Bei der Inbetriebnahme des geplanten 1100-MW-BoA-plus-Blockes sollen vier ältere Blöcke mit einer Leistung von insgesamt 1200 MW stillgelegt werden. In den Geschäftsberichten von RWE findet das Kraftwerksprojekt seit 2013 keine Erwähnung mehr. 2018 erklärte das Oberverwaltungsgericht Münster den Bebauungsplan der Stadt Bergheim, der Voraussetzung für den Bau des Kraftwerks ist, für unwirksam. Hierbei gab das Gericht Anwohnern recht, die gegen die Errichtung des Kraftwerks geklagt und Verstöße gegen den Landesentwicklungsplan sowie das Klimaschutzgesetz von Nordrhein-Westfalen geltend gemacht hatten.
Im April 2019 verkündete RWE die endgültige Aufgabe der Neubaupläne und führte hierfür sowohl politische Gründe als auch die nicht gegebene Wirtschaftlichkeit der Anlage an. Bereits zuvor hatte der Konzern die Planungen aufgrund der fehlenden Rahmenbedingungen für den Bau nur schleppend vorangetrieben.

## Emission von Schadstoffen und Treibhausgasen
Kraftwerkskritiker bemängeln am Kraftwerk Niederaußem die hohen Emissionen an Stickstoffoxiden, Schwefeloxiden, Quecksilber und Feinstaub, an dem Krebs erzeugende Substanzen (Blei, Cadmium, Nickel, PAK, Dioxine und Furane) haften können. Eine von Greenpeace bei der Universität Stuttgart in Auftrag gegebene, umstrittene Studie kommt 2013 zu dem Ergebnis, dass die vom Kraftwerk Niederaußem ausgestoßenen Feinstäube und die aus Schwefeldioxid-, Stickoxid- und NMVOC-Emissionen gebildeten sekundären Feinstäube des Kraftwerks statistisch zu 2.881 verlorenen Lebensjahren pro Jahr führen.
Greenpeace hat daraus, ohne dass es in der Studie erwähnt wird, 269 vorzeitige Todesfälle abgeleitet. Auf der Liste der „gesundheitsschädlichsten Kohlekraftwerke Deutschlands“ rangiert das Kraftwerk Niederaußem daher auf Platz 2.
Außerdem stehen angesichts des Klimawandels die CO2-Emissionen in der Kritik. Braunkohlekraftwerke weisen die höchsten Kohlendioxidemissionen pro erzeugter Kilowattstunde auf, weswegen Umwelt- und Klimaschützer sie als besonders ineffizient und klimaschädlich kritisieren. Auf der im Jahr 2007 vom WWF herausgegebenen Liste der klimaschädlichsten Kraftwerke in der EU rangierte das Kraftwerk im Jahr 2006 auf Rang 3 in Europa und gemeinsam mit dem Kraftwerk Jänschwalde auf Rang 1 in Deutschland (1200 g CO2 pro Kilowattstunde). In absoluten Zahlen hat das Kraftwerk Niederaußem nach dem Kraftwerk Bełchatów (Polen) den zweithöchsten Kohlendioxid-Ausstoß in Europa.
Das Kraftwerk Niederaußem meldete folgende Emissionen im europäischen Schadstoffregister PRTR:
| Luftschadstoff                           | 2007              | 2008              | 2009              | 2010              | 2011              | 2012              | 2013              | 2014              | 2015              | 2016              |
| ---------------------------------------- | ----------------- | ----------------- | ----------------- | ----------------- | ----------------- | ----------------- | ----------------- | ----------------- | ----------------- | ----------------- |
| Kohlendioxid (CO2)                       | 31.300.000.000 kg | 24.900.000.000 kg | 26.300.000.000 kg | 28.100.000.000 kg | 28.600.000.000 kg | 27.900.000.000 kg | 29.500.000.000 kg | 27.200.000.000 kg | 27.300.000.000 kg | 24.800.000.000 kg |
| Stickstoffoxide (NOx/NO2)                | 18.600.000 kg     | 14.000.000 kg     | 15.400.000 kg     | 17.900.000 kg     | 18.500.000 kg     | 18.200.000 kg     | 19.300.000 kg     | 18.000.000 kg     | 18.000.000 kg     | 16.500.000 kg     |
| Schwefeldioxide (als SOx/SO2)            | 5.750.000 kg      | 4.100.000 kg      | 6.420.000 kg      | 6.870.000 kg      | 6.610.000 kg      | 6.110.000 kg      | 10.200.000 kg     | 10.200.000 kg     | 9.360.000 kg      | 8.560.000 kg      |
| Kohlenmonoxid (CO)                       | 6.750.000 kg      | 5.110.000 kg      | 5.360.000 kg      | 5.990.000 kg      | 5.980.000 kg      | 6.200.000 kg      | 5.250.000 kg      | 4.920.000 kg      | 5.000.000 kg      | 4.520.000 kg      |
| Feinstaub (PM10)                         | 989.000 kg        | 482.000 kg        | 440.000 kg        | 386.000 kg        | 452.000 kg        | 484.000 kg        | 409.000 kg        | 412.000 kg        | 373.000 kg        | 309.000 kg        |
| Anorganische Chlorverbindungen (als HCl) | 159.000 kg        | 128.000 kg        | 135.000 kg        | 145.000 kg        | 148.000 kg        | 144.000 kg        | 153.000 kg        | 25.000 kg         | 25.300 kg         | 23.100 kg         |
| Anorganische Fluorverbindungen (als HF)  | 12.000 kg         | 9.730 kg          | 10.300 kg         | 11.000 kg         | 11.200 kg         | 10.900 kg         | 11.600 kg         | 10.700 kg         | 10.700 kg         | 7.320 kg          |
| Benzol                                   | -                 | -                 | -                 | -                 | -                 | -                 | -                 | 2.710 kg          | 2.720 kg          | 2.480 kg          |
| Zink und Verbindungen (als Zn)           | 307 kg            | 248 kg            | 261 kg            | 279 kg            | 285 kg            | 278 kg            | 295 kg            | 496 kg            | 498 kg            | 452 kg            |
| Quecksilber und Verbindungen (als Hg)    | 548 kg            | 442 kg            | 467 kg            | 499 kg            | 509 kg            | 497 kg            | 527 kg            | 485 kg            | 486 kg            | 442 kg            |
| Kupfer und Verbindungen (als Cu)         | -                 | -                 | -                 | -                 | -                 | -                 | -                 | 583 kg            | 584 kg            | 389 kg            |
| Nickel und Verbindungen (als Ni)         | -                 | -                 | -                 | -                 | -                 | -                 | -                 | 127 kg            | 127 kg            | 126 kg            |
| Cadmium und Verbindungen (als Cd)        | -                 | -                 | -                 | -                 | -                 | -                 | -                 | 23,2 kg           | 23,3 kg           | 19,0 kg           |
| Arsen und Verbindungen (als As)          | 55,0 kg           | 44,2 kg           | 46,7 kg           | 49,9 kg           | 50,9 kg           | 49,7 kg           | 52,7 kg           | -                 | -                 | -                 |

Weitere typische Schadstoffemissionen wurden nicht berichtet, da sie im PRTR erst ab einer jährlichen Mindestmenge meldepflichtig sind, z. B. Dioxine und Furane ab 0,1 g, Cadmium ab 10 kg, Nickel ab 50 kg, Chrom sowie Kupfer ab 100 kg, Blei ab 200 kg, polyzyklische aromatische Kohlenwasserstoffe (PAK) ab 50 kg, Fluor und anorganische Fluorverbindungen ab 5.000 kg, Ammoniak sowie Lachgas (N2O) ab 10.000 kg, flüchtige organische Verbindungen außer Methan (NMVOC) ab 100.000 kg.
Die Europäische Umweltagentur hat die Kosten der Umwelt- und Gesundheitsschäden der 28.000 größten Industrieanlagen in Europa anhand der im PRTR gemeldeten Emissionsdaten mit den wissenschaftlichen Methoden der Europäischen Kommission abgeschätzt. Danach verursacht das Kraftwerk Niederaußem die vierthöchsten Schadenskosten aller europäischen Industrieanlagen.
| Verursacher           | Schadenskosten | Einheit         | Anteil    |
| --------------------- | -------------- | --------------- | --------- |
| Kraftwerk Niederaußem | 1130–1560      | Millionen Euro  | 0,9–1,1 % |
| Summe 28.000 Anlagen  | 102–169        | Milliarden Euro | 100 %     |